# Petar av Serbien
Petar av Serbien, död 917, var en serbisk monark. Han var furste av Serbien från 892 till 917.